# Dendropsophus berthalutzae
Espèce
Synonymes
- Hyla berthalutzae Bokermann, 1962

Statut de conservation UICN

 LC  : Préoccupation mineure
Dendropsophus berthalutzae est une espèce d'amphibiens de la famille des Hylidae.

## Répartition
Cette espèce est endémique du Brésil. Elle se rencontre dans les plaines côtières et jusqu'à 1 200 m d'altitude dans la Serra do Mar :
- au Sud de Linhares dans l'État de l'Espírito Santo ;
- dans l'État de Rio de Janeiro ;
- dans l'État de São Paulo ;
- dans l'État du Paraná ;
- au Nord de Florianópolis dans l'État de Santa Catarina.

## Étymologie
Cette espèce est nommée en l'honneur de Bertha Lutz.

## Publication originale
- Bokermann, 1962 : Cuatro nuevos hylidos del Brasil (Amphibia, Salientia, Hylidae). Neotropica, vol. 8, p. 81-91.